# Afaia

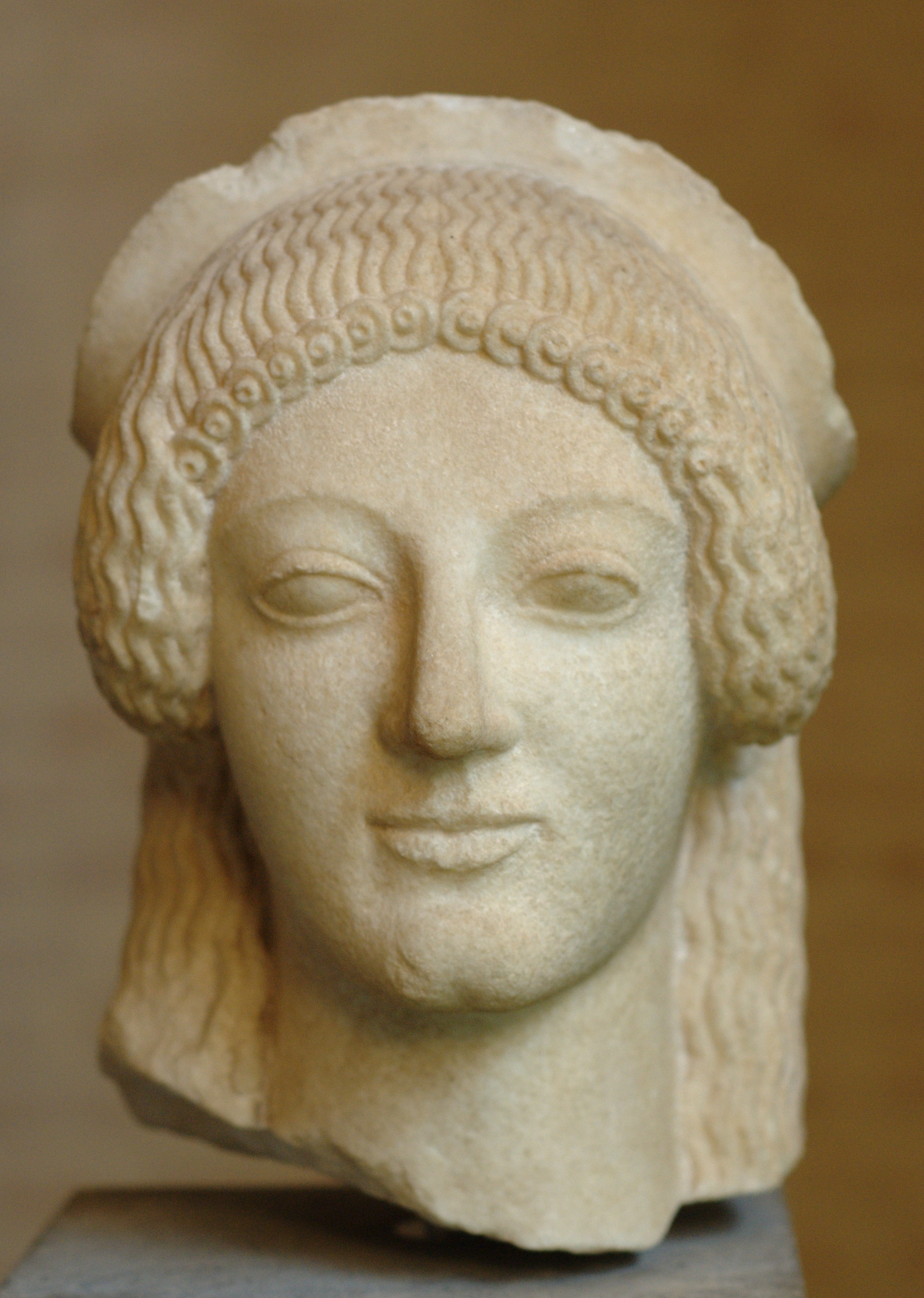
Hlava sfingy ze střechy Afaina chrámu, kolem roku 500 před Kristem

Afaia (řecky: Ἀφαία, Aphaía) byla řecká bohyně uctívaná téměř výhradně v jediné svatyni na ostrově Aigina v Saronském zálivu Egejského moře.

## Uctívání
Její kult byl přinesen z Kréty, kde ji lze vysledovat až do 14. století před Kristem. Byla považována za patronku ostrova a za bohyni plodnosti, bohatství a zemědělské práce. Po podřízení Aiginy Athénám byla podle Pausania ztotožňována s bohyněmi Athénou a Artemis a také s nymfou Britomartis.
Vznik svatyně bohyně Afaia se datuje kolem roku 2000 před Kristem, kdy byla  uctívána na pahorku s jeskyní, aniž by pro ni byl postaven chrám. V průběhu času byl tento prostor ohraničen temenosem. V mykénské době jí byly přínášeny oběti na osamělý, později zalesněný vrch na severu ostrova.

## Legendy
Afaia byla podle pověsti urozená krétská dívka, která vstoupila na aiginskou loď, aby unikla Mínoovým erotickým nástrahám. Ale ani tady klid nenašla, jelikož jeden rybář se ji pokusil znásilnit. Vrhla se tedy do moře. Na ostrově Aigina pak vystoupila na břeh a zmizela v lese. Slovo Afaia pochází z řečtiny a znamená „zmizení“.
O bohyni ostrova Aigina se také říká, že pochází z Kréty. Zeus se do krásné nymfy Aiginy zamiloval a chtěl s ní být nerušený. Unesl ji tedy na ostrov Oenopia a zplodil s ní syna Aiaka, který se pak na tomto ostrově, přejmenovaném podle jeho matky, stal prvním králem.

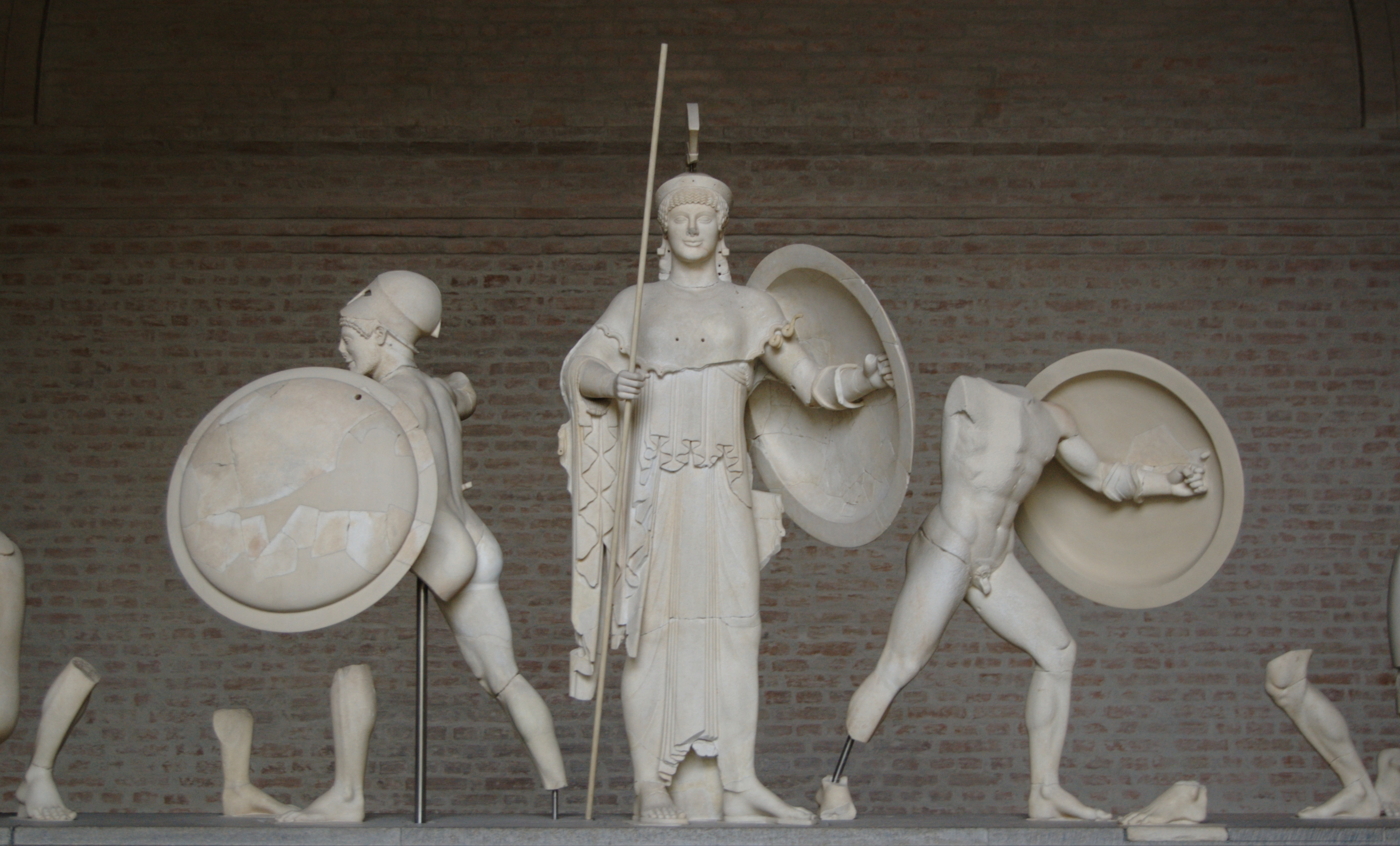
Skupina postav ze západního štítu Afaina chrámu kolem roku 505-500 před Kristem s Athénou uprostřed. V roce 1813 byla získána Ludvíkem I. Bavorským pro Glyptotéku. (Mnichov)

## Svatyně
Afaia, bohyně plodnosti, byla uctívána na pahorku již v době, kdy ještě neexistovaly žádné chrámy. Kolem roku 570 před Kristem byla pak na stejném místě postavena první kamenná budova. Byl to chrám dórského řádu, ještě bez sloupů. Kolem roku 520 před Kristem byl chrám zničen požárem ve střešním krovu, takže byl zbořen a v období od roku 510 do let 490/480 před Kristem již jako peripteros znovu postaven.
Původní bohyně Aiginetů (obyvatelů ostrova Aigina), Afaia, dostala od roku 500 před Kristem společnost bohyně Athény, která se stala skutečnou ochránkyní ostrova.
Toto období znamenalo zlom v řeckém umění, přechod z archaické na klasickou architekturu. To je patrné na chrámu. Sochy západního štítu byly ještě provedeny ve starším stylu, zatímco východní štít již zdobily rané klasické práce.